# Oedothorax holmi
Oedothorax holmi är en spindelart som beskrevs av Jörg Wunderlich 1978. Oedothorax holmi ingår i släktet Oedothorax och familjen täckvävarspindlar. Inga underarter finns listade i Catalogue of Life.